# روم (قائنات)
روم روستایی در دهستان سده بخش سده شهرستان قائنات استان خراسان جنوبی ایران است. بر پایه سرشماری عمومی نفوس و مسکن در سال ۱۳۹۰ جمعیت این روستا ۵۲۳ نفر (در ۲۱۴ خانوار) بوده‌است.

## تاریخ
روستای «روم» بزرگترین روستای بخش سده از توابع شهرستان قاین استان خراسان جنوبی است که به دلیل احیای جاجیم بافی به قطب صنایع دستی شرق کشور تبدیل شده است. این روستا در طول جغرافیائی ۵۹ درجه و ۱۱ دقیقه شرقی و عرض ۳۳ درجه و ۲۷ دقیقه شمالی در ارتفاع ۱۷۲۰ متری از سطح دریا واقع شده است. روستای روم از شرق به کلاته بالا، از جنوب شرقی و جنوب به سده و زمانی، از غرب به آفریز و از شمال و شمال غربی به گل گنج، سراب و نارگندل محدود می گردد. روم روستایی است که در دره ای به عرض سه چهارم مایل در کنار جاده قاین بیرجند و در فاصله ۷۴ کیلومتری بیرجند و ۴۰ کیلومتری قاین واقع شده است. کوه انجیری در ۵ کیلومتری شمال و میزبان گردشگران زیادی از همه نقاط کشور در روزهای تعطیل می باشد و کوه سفیدکمر در ۱۲ کیلومتری جنوب آن واقع و رود روم از کنار روستا می گذرد. این روستا که زمانی از روستاهای پرجمعیت محسوب می شده اما با گذشت زمان و به دلیل خشکسالی و نداشتن چاه عمیق و تغییر مسیر جاده اصلی از وسط روستا باعث کوچ جوانان و بسیاری از مردم این روستا به شهرهای  رم (ایتالیا)، قاین ،مشهد، بیرجند و… شد . البته در سالهای اخیر با همت جوانان این روستا و ایجاد اشتغال باعث کند شدن مهاجرت شده است. در حال حاضر این روستا با دارا بودن چندین مرغداری و همچنین دارا بودن شرکت تعاونی، شرکت جاجیم بافی، بازارچه (مجاور جاده اصلی) باعث ایجاد اشتغال برای جوانان روستا شده است و سهم بزرگی در صادرات غیر نفتی کشور دارد. میزرا خانلرخان اعتصام الملک که در سال ۱۲۹۳ هجری قمری از این روستا گذشته در خصوص وضعیت آن زمان روستا اینگونه شرح می دهد: «سه ساعت مانده به غروب به قریه روم رسیدیم، این قریه به قدر شصت و هفتاد خانه رعیت دارد. اغلب گوسفند دارند، زراعت آنها کم است، اما خوب زراعت می کنند. رعیت خوب دارد. چند سال قبل زلزله قلعه آنها را خراب کرده، امیر قاین صد تومان از خود داده تعمیر کرده اند ولی حالا مردم در بیرون قلعه بسیار خانه ساخته اند. میان قلعه خالی است .هوای آنجا خوب سرد است. حالا که اول جوزاست من با یک شنل معتبر که لباس زمستانی است سرما می خورم و شب با یک لحاف نتوانستم بخوابم. (سفر نامه میرزا خانلر خان اعتصام الملک –چاپخانه فردوسی- ص۱۸۲». روستای روم در کتاب نامه هایی از قهستان اثراف هیل، ترجمه دکتر محمد حسین گنجی چنین معرفی شده است:« ساعت ۳ صبح ۱۳ سپتامبر ۱۹۱۳ مطابق با ۱۰ ذیقعده ۱۳۳۱ هجری قمری قاین را ترک کرده، پس از عبور از باغستانها در طول راه جلگه ای به ارتفاعات رسیدیم، ساعت ۸ صبح بود که بعد از یک جاده پر پیچ وخم به قله سردی رسیدیم، و پس از آن با گرم شدن تدریجی هوا جاده سرازیری را طی کردیم تابه «روم» دهکده ای کوچک در میان تپه ها رسیدیم در طول راه از چهار پنج مزرعه کوچک عبور کردیم که همه تلاش می کردند از چشمه های کم آب حداکثر استفاده را برای مزارع جو بعمل آودند در دامنه ها خربزه فراوان بود و قاطر چیهای من هرچه توانستند از خربزه هایی که به هر حال هیچ یک بیشتر از یک شاهی در سر جالیز نمی ارزید خوردند در میان بوته های خربزه، چند بوته کوچک به چشم می خورد و در ورای آن روی شیبهای پوشیده از سنگهای سیاه رنگ، خار شتری بسیار روییده بود. کشاورزان روم زندگی خود را با محصولات ناچیز خویش می گذرانند و لباس خود را با بافتن پشم گله های لاغر گوسفند و بز تامین می کنند خانه هاشان از کاه گل ساخته شده بود و کف آنها گود و درهای آنها کوتاه است آنها از ما سکه های نقره و نیکل قبول نکردند و گفتند آنچه بین آنها رواج دارد، سکه های مسی است که هر یک کمتر از یک فارزینک ارزش دارد. درباره حاکم منطقه خیلی با احترام صحبت می کردند و دلیل عمده وفاداری خود را در این می دانستند که دو سال بود هیچ گونه مالیاتی از آنها اخذ نشده بود من چادر خود را در یک محوطه محصور بر پا کردم ولی در ساعت ۲ بعد از نصف شب راه افتادیم و مجددا از جاده کوهستانی که سر بالاییهای کم و سرازیریهای درازتری داشت، گذشتیم تا این که کوهها را پشت سر گذاشته وبعد از آن از یک شیب ملایم بالا رفتیم و پس از عبور از مزارع خربزه، چغندر و جو دیر کاشت (ولگار) راه خود را در میان کوهستان انبوه ادامه دادیم تا به قیبگ رسیدیم». روستای روم از پیشینه طولانی برخوردار بوده که کثرت گورستانها، قلعه، رباط، آسیابهای بادی و آبی و بیان مورخین همه گویای چنین حقیقتی است. از دیگر دلایل معروفیت روستای روم نام روستاست که هم نشانگر ارتباط بین ساکنان این روستا و مردم شهر رم پایتخت ایتالیا می باشد. در تاریخ ۲۵ مرداد ۱۳۶۷ هجری شمسی قرارداد خواهرخواندگی بین این دو شهر توسط شهردار رم و دهیار روم امضا گردید.